# Quadrel
Quadrel est un jeu vidéo de puzzle développé et édité par Loriciel, sorti en 1991 sur Amiga, Amstrad CPC, Atari ST et DOS. 

## Accueil
- Tilt : 18/20 (pour chaque version)[1]